# Dorothea Tieck
Dorothea Tieck (Berlino, marzo 1799 – 21 febbraio 1841) è stata una traduttrice tedesca nota soprattutto per le sue traduzioni di William Shakespeare.
È nata a Berlino da Ludwig Tieck e Amalie Alberti. Ha collaborato con suo padre e il suo circolo letterario romantico, tra cui August Wilhelm Schlegel e Wolf Heinrich Graf von Baudissin. Completò la traduzione delle opere di Shakespeare, che suo padre aveva iniziato con Schlegel e Baudissin, e lavorò anche su Miguel de Cervantes e altri scrittori spagnoli.

## Traduzione di Macbeth
La traduzione di Macbeth di Tieck è particolarmente nota ed è stata spesso ripubblicata da sola. Segue la sua traduzione di uno dei discorsi più noti dell'opera.
Kriecht so mit kleinem Schritt von Tag zu Tag,
Zur letzten Silb auf unserm Lebensblatt;
Und alle unsre Gestern führten Narren
Den Pfad zum staubigen Tod. Aus, kleines Licht!
Leben ist nur ein wandelnd Schattenbild,
Ein armer Komödiant, der spreizt und knirscht
Sein Stündchen auf der Bühn und dann nicht mehr
Vernommen wird; ein Märchen ists, erzählt
Von einem Blödling, voller Klang und Wut,
Das nichts bedeutet.»
si insinua in questo ritmo insignificante di giorno in giorno,
fino all'ultima sillaba del tempo registrato;
E tutti i nostri ieri hanno illuminato agli sciocchi
la strada verso la morte polverosa. Spegni, spegni, breve candela!
La vita non è che un'ombra che cammina, un povero giocatore
che si pavoneggia e si agita per la sua ora sul palcoscenico
e poi non si sente più. È una storia
Raccontata da un idiota, piena di suoni e di furore
che non significa nulla.»
(Dorothea Tieck)